# UBE2NL
UBE2NL (англ. Ubiquitin conjugating enzyme E2 N like (gene/pseudogene)) – білок, який кодується однойменним геном, розташованим у людей на довгому плечі X-хромосоми. Довжина поліпептидного ланцюга білка становить 153 амінокислот, а молекулярна маса — 17 377.
| 10         |  | 20         |  | 30         |  | 40         |  | 50         |
| ---------- |  | ---------- |  | ---------- |  | ---------- |  | ---------- |
| MAELPHRIIK |  | ETQRLLAEPV |  | PGIKAEPDES |  | NARYFHVVIA |  | GESKDSPFEG |
| GTFKRELLLA |  | EEYPMAAPKV |  | RFMTKIYHPN |  | VDKLERISLD |  | ILKDKWSPAL |
| QIRTVLLSIQ |  | ALLNAPNPDD |  | PLANDVVEQW |  | KTNEAQAIET |  | ARAWTRLYAM |
| NSI        |  |            |  |            |  |            |  |            |

A: Аланін

D: Аспарагінова кислота

E: Глутамінова кислота

F: Фенілаланін

G: Гліцин

H: Гістидин

I: Ізолейцин

K: Лізин

L: Лейцин

M: Метіонін

N: Аспарагін

P: Пролін

Q: Глутамін

R: Аргінін

S: Серин

T: Треонін

V: Валін

W: Триптофан